# فرنتس وازار
فرنتس وازار (انگلیسی: Ferenc Vozar; ۱۹ april ۱۹۴۵ – ۱۵ فوریه ۱۹۹۹ (۵۳ ساله)) ورزشکار هاکی روی یخ اهل آلمان بود.
وی در مسابقات کشوری و بین‌المللی در مجموع برندهٔ ۱ مدال برنز شده‌است.